# ISOC2
ISOC2 (англ. Isochorismatase domain containing 2) – білок, який кодується однойменним геном, розташованим у людей на довгому плечі 19-ї хромосоми. Довжина поліпептидного ланцюга білка становить 205 амінокислот, а молекулярна маса — 22 337.
| 10         |  | 20         |  | 30         |  | 40         |  | 50         |
| ---------- |  | ---------- |  | ---------- |  | ---------- |  | ---------- |
| MAAARPSLGR |  | VLPGSSVLFL |  | CDMQEKFRHN |  | IAYFPQIVSV |  | AARMLKVARL |
| LEVPVMLTEQ |  | YPQGLGPTVP |  | ELGTEGLRPL |  | AKTCFSMVPA |  | LQQELDSRPQ |
| LRSVLLCGIE |  | AQACILNTTL |  | DLLDRGLQVH |  | VVVDACSSRS |  | QVDRLVALAR |
| MRQSGAFLST |  | SEGLILQLVG |  | DAVHPQFKEI |  | QKLIKEPAPD |  | SGLLGLFQGQ |
| NSLLH      |  |            |  |            |  |            |  |            |

A: Аланін

C: Цистеїн

D: Аспарагінова кислота

E: Глутамінова кислота

F: Фенілаланін

G: Гліцин

H: Гістидин

I: Ізолейцин

K: Лізин

L: Лейцин

M: Метіонін

N: Аспарагін

P: Пролін

Q: Глутамін

R: Аргінін

S: Серин

T: Треонін

V: Валін

Кодований геном білок за функцією належить до фосфопротеїнів. 
Задіяний у таких біологічних процесах, як ацетилювання, альтернативний сплайсинг. 
Локалізований у цитоплазмі, ядрі.